# شروانشاه
شروانشاه كان لقب لحكام شروان (في أذربيجان الحالية) من 861 إلى 1538. حيث كان الخط الحاكم الأول هو اليزيديون، وهم سلالة عربية أصلاً لكنها تفرسنت، فأصبحوا معروفين باسم الكسرانيين (يشار إليهم أيضًا باسم الخاقانيين). أما خط الحكم الثاني فكان الدربندي، وهم أقارب بعيدون للزيديون.
حكم آل شروانشاه من عام 861 إلى 1538، وهي واحدة من أكثر السلالات التي استمرت في العالم الإسلامي، في بعض الأحيان كانوا مستقلين، وكان عليهم في كثير من الأحيان الاعتراف بسيادة الإمبراطوريات المجاورة. تشتهر السلالة برعايتها للثقافة، كما هو الحال خلال القرن الثاني عشر، عندما كان عالمهم بمثابة نقطة محورية للأدب الفارسي، وجذب الشعراء المتميزين مثل خاقاني، ونظامي الكنجوي، وفلكي شرواني ، إلخ. في عام 1382 م ، استولى إبراهيم الأول على الحكم، مما يمثل بداية حكم سلالة دربندي.
ازدهرت مملكة شروانشاه في القرن الخامس عشر، خلال حكم خليل الله الأول والذي حكم بين سنتي (1417 حتى 1463) وفاروخ يسار الذي حكم بعده بين (1463 حتى 1500)، حيث أنه في عام 1500، هُزم الأخير وقتل على يد القوات الصفويّة في زمن الشاه إسماعيل الأول، والذي أبقى الشروانشاه إمارة تابعة للإمبراطورية الصفويّة، وقد انتهى حكمهم في عام 1538 عندما قام الشاه الصفويّ طهماسب الأول والذي حكم بين 1524 حتى 1576 بإنهاء الشيرفانشاه كليّاً بسبب عدم ولاء الأخير، فأصبحت شروان فيما بعد مقاطعة من الإمبراطورية الصفوية، مما مثل نهاية حكم الشروانشاه.

## خلفية
شملت الأراضي التي تكونت شروان بشكل صحيح القمم الشرقية لسلسلة جبال القوقاز والتضاريس التي انحدرت منها إلى ضفاف نهر كور ونهر أراكسيس، وبالتالي تحد شيروان موقان من الجنوب، وشاكي من الشمال الغربي، وآران من الغرب، وليزان من الشمال. بذل الشيرفانشاه عبر تاريخهم جهودًا متواصلة للسيطرة أيضًا على ليزان و قوبا و مسكت وباب الأبواب في الشمال ، و باكو في الجنوب.
يعود لقب الشروانشاه على الأرجح إلى الفترة التي سبقت ظهور الإسلام حيث يذكر الجغرافي المسلم الأوائل ابن خرداذبة (الذي توفي عام 913) أن الحاكم الساساني الأول أردشير الأول (224–242)، قد منح اللقب للحاكم المحلي لشيرفان. كما يذكر البلاذري أيضًا أن لقب الشيروانشاه انتشر جنبًا إلى جنب مع لايزنشاه المجاورة، وقد عرفها العرب أثناء الفتح الإسلامي لفارس في شرق القوقاز، ومن خلال القائد العربي سلمان بن ربيعة البحيلي (توفي 650).  تمت أيضًا ترجمة كلمة شيرفانشاه بحروف لغة أخرى ، مثل شيروان شاه و و شيروانشاه. 

## تاريخ

### الفترة الأولى (861–1382)
السلالة الأولى للشروانشاه كانت اليزيديين (المعروفين أيضًا بالمزيديين) وهم المنحدرين من يزيد بن مزيد الشيباني (توفي 801) من قبيلة بني شيبان من بكر بن وائل العربيّة العدنانيّة والتي كانت سائدة في منطقة ديار بكر في الجزيرة الشمالية. تم تعيينه مرتين حاكمًا لإمارة أرمينيا من قبل الخليفة العباسي هارون الرشيد (786-809). وأما خلال فترة ولايته الثانية، شمل نطاقه أيضاً أذربيجان وشيرفان ودربند
أما أول مزيدي استخدم لقب شروانشاه كان حفيد يزيد هيثم بن خالد في عام 861، والذي كان أيضًا أول يزيدي يحكم شيروان فقط على وجه التحديد.  باستخدام هذا العنوان، أظهر الإيزيديون اهتمامهم بالتقاليد الفارسية القديمة.
لعبت الأسرة العربية الهاشمية في دربند دورًا رئيسيًا في تاريخ الإيزيديين. لقد تزاوجوا في بعض الأحيان، وتمكن اليزيديون أيضًا من حين لآخر من السيطرة على دربند بحلول وقت تأليف كتاب الجغرافيا للقرن العاشر حدود العالم عام 982، كان مجال الشيرفانشاه قد ازداد. وهي تتألف الآن من الإمارات الصغيرة شمال نهر كور ، بما في ذلك ليزان وخرسان ، التي كان لقبها ( لايزانشاه و خراسانشاه على التوالي)
ومنذ عهد يزيد بن أحمد (991-1027) فصاعداً كان هناك تم صك العملات النقديّة، وبسبب البيئة الفارسية الثقافية التي عاشوا فيها، أصبحت الأسرة اليزيدية فارسية ببطء، ربما ساهم التزاوج مع العائلات الأصلية في الجزء الشرقي من جنوب القوقاز، والتي ربما تضمنت نسل الحاكم التاريخي لعاصمة شيرفان السابقة شباران. 
بدءاً من الشروانشاه مانوشهر الأول (1027-1034) ، أصبحت أسماء الشروانشاهات فارسية بالكامل بدلاً من العربية، مثل مانوشهر وقباد و فريدون. فضلت الأسرة الآن استخدام أسماء من التاريخ الإيراني الوطني وادعت أيضاً أنها تنحدر من شخصيات ما قبل الإسلام، والعصر الساساني مثل بهرام جور (420-438) أو كسرى الأول (531-579)، وقد كانت هنالك حالة مشابهة قابلة للمقارنة حول كيف أصبحت سلالة الروادية العربيّة الأصل في أذربيجان كردية بسبب البيئة الكردية التي عاشوا فيها. 

الخريطة السياسية للقوقاز حوالي عام 1060 م

تذكر السجلات بانتظام المعارك بين الشيرفانشاه والسكان "الكفار" في وسط القوقاز، بما في ذلك آلان وشعب سارير والمسيحيون الجورجيون والأبخازيون، ففي عام 1030 هُزم مانوشهر الأول بالقرب من باكو بغزو روسي ، الذي تقدم بعد ذلك إلى أران. هناك نهبوا مدينة بيلقان ثم غادروا إلى الإمبراطورية البيزنطية، بعد ذلك بوقت قصير أصبح الجزء الشرقي من جنوب القوقاز عرضة لغارات أتراك الأوغوز عبر شمال إيران. بسبب خوفه من الشيرفانشاه قُباد (1043-1049) في عام 1045 بإحاطة عاصمته شماخي ببوابات حديدية وجدار حجري قوي. 
بين عامي 1066/1067، تعرضت شروان (مدينة) لهجوم مرتين من قبل القائد التركي قراتيجين، الذي دمر بيئة باكو ومسكت. سرعان ما أُجبر الشيرفانشاه فاريبورز الأول على الاعتراف بسيادة الحاكم السلجوقي ألب أرسلان (1063-1072)، والذي كان في ذلك الوقت بالقرب من أران بعد حملته الجورجية، اضطررت شيرفان إلى دفع جزية سنوية كبيرة قدرها 70 ألف دينار ذهبي، والتي تم تخفيضها لاحقًا إلى 40 ألف دينار.  بعد فترة وجيزة من هذا الحدث، لم تصك عملات فاريبورز الأول الخليفة العباسي فحسب، بل أيضًا الحاكم السلجوقي مالك شاه الأول (1072-1092). يقول المؤرخ الأرمني الأمريكي ديكران كويمجيان أن فاريبورز على الأغلب أستخدم العملات البيزنطية أو السلجوقية لدفع الجزية، حيث لا يوجد حاليًا دليل على سك العملات الذهبية في القوقاز حول هذه الفترة، على العموم تمكن فاريبورز الأول من الاحتفاظ بقدر كبير من السلطة حتى وفاته عام 1094، والتي أعقبها صراع السلالة على العرش.

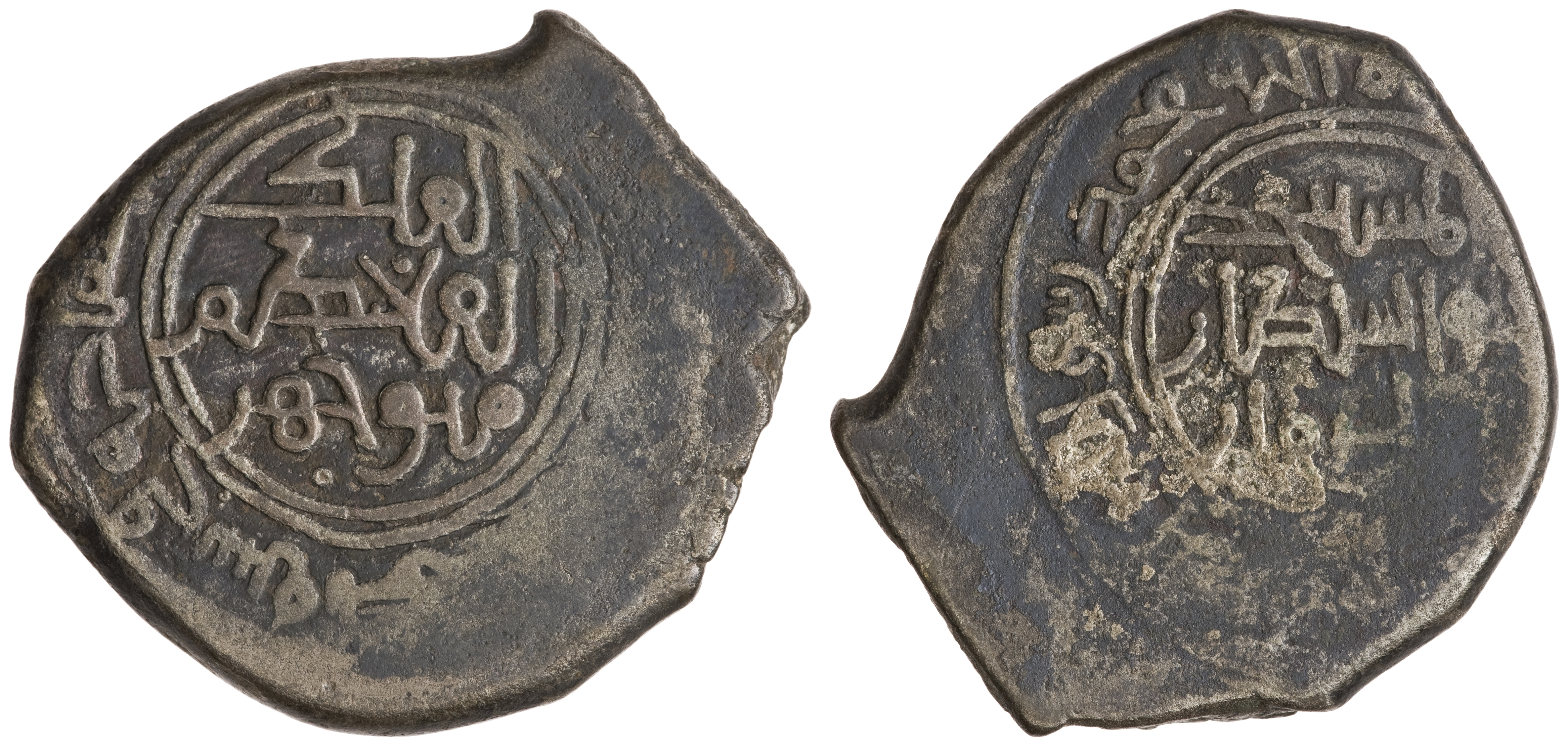
عملة من زمن الشروانشاه مانوشهر الثالث، ضُربت في شماخى بين 1120 و 1160

حدث غزو سلجوقي آخر لشيرفان في عهد محمود الثاني (1118-1131)، والتي استغلها الجورجيون من خلال مهاجمة شاماخي ودربند. وفي منتصف القرن الثاني عشر، كانت شيرفان قد أصبحت محميّة جورجية بشكل أو بآخر لبعض الوقت.
في وقت لاحق ، أصبحت أسماء شروانشاه والروابط الأسرية معقدة للغاية وغير مؤكدة في المصادر، حيث قدم منجم باشي سجلًا غير مكتمل لهم، بدءًا من مانوشهر الثالث (1120-1160). بدأت المصادر الآن في الإشارة إلى الأسرة اليزيدية باسم "الكسرانيون" أو "الخاقانيون". بالإضافة إلى استخدام لقب شيروانشاه ، كما أن مانوشهر الثالث تبنى أيضاً لقب خان الكبير (" الخان العظيم")، توضح أدلة النقود أن الشروانشاهات قد خدموا كأتباع للدولة السلجوقية في القرن الثاني عشر حتى عهد آخر حاكم سلجوقي ، طغرل الثالث (1176-1194). بعد ذلك، تظهر على عملاتهم أسماء الخلفاء العباسيين فقط. خلال حكم أخسيتان الأول بعد أعوام 1197 تقريباً، تم نقل المقر الملكي من شماخي إلى باكو ، بعد أن استولى الحاكم الديجوزي قيزيل أرسلان (1186-1191).  كان هذا بمثابة بداية صعود باكو كمدينة رئيسية، على الرغم من أنه لا يزال من غير المؤكد ما إذا كان أخسيتان قد عاد لاحقًا إلى شاماخي. ومع ذلك ، فمن المعروف أن باكو قد أصبحت عاصمة شيرفان. وفي بداية القرن الثالث عشر ، غزا الشيرفانشاه دربند ووضعوا على ما يبدو نهاية لسلالتها الحاكمة ، مالكيين دربند. 
في 1225، وجه السلطان الخوارزمي الأخير جلال الدين منكبرتي الشروانشاه  لدفع المبالغ نفسها التي دفعها فاريبورز لمالك شاه. لم يظهر عنوان شروانشاه على عملاتهم المعدنية، لكن اسم شروانشاهالحاكم بقي. أصبحت شيرفان لاحقًا تحت سلطة الدولة الإلخانية المغولية (1256-1335)، وهي فترة لم يتم العثور فيها على عملات معدنية من شيرفان. كما كان الشيرفانشاهات في بعض الأحيان تحت حكم القبيلة الذهبية. 
بعد انهيار الإلخانات، تمكنت مملكة شروانشاه مرة أخرى من الحكم بشكل مستقل وذلك تحت حكم كايكوباد الأول ثم خلفه ابنه كافوس الأول. ومع ذلك في عهد الأخير، أصبحت مملكة شيروان شاه تحت حكم سلطنة الجلائريون (1335-1432). توفي كافوس الأول في عام 1373 وخلفه ابنه هوشانج الذي قُتل على يد رعاياه عام 1382 ، مما يمثل نهاية سلالة اليزيدون/الكسريون 

### الفترة الثانية (1382-1538)

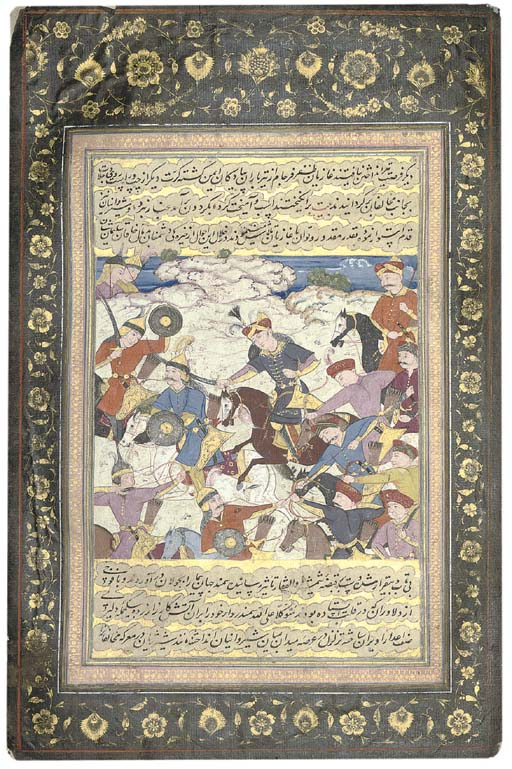
" الشاه إسماعيل الأول في معركة مع ملك شيروان، معين مسفر، أصفهان، أواخر القرن السابع عشر

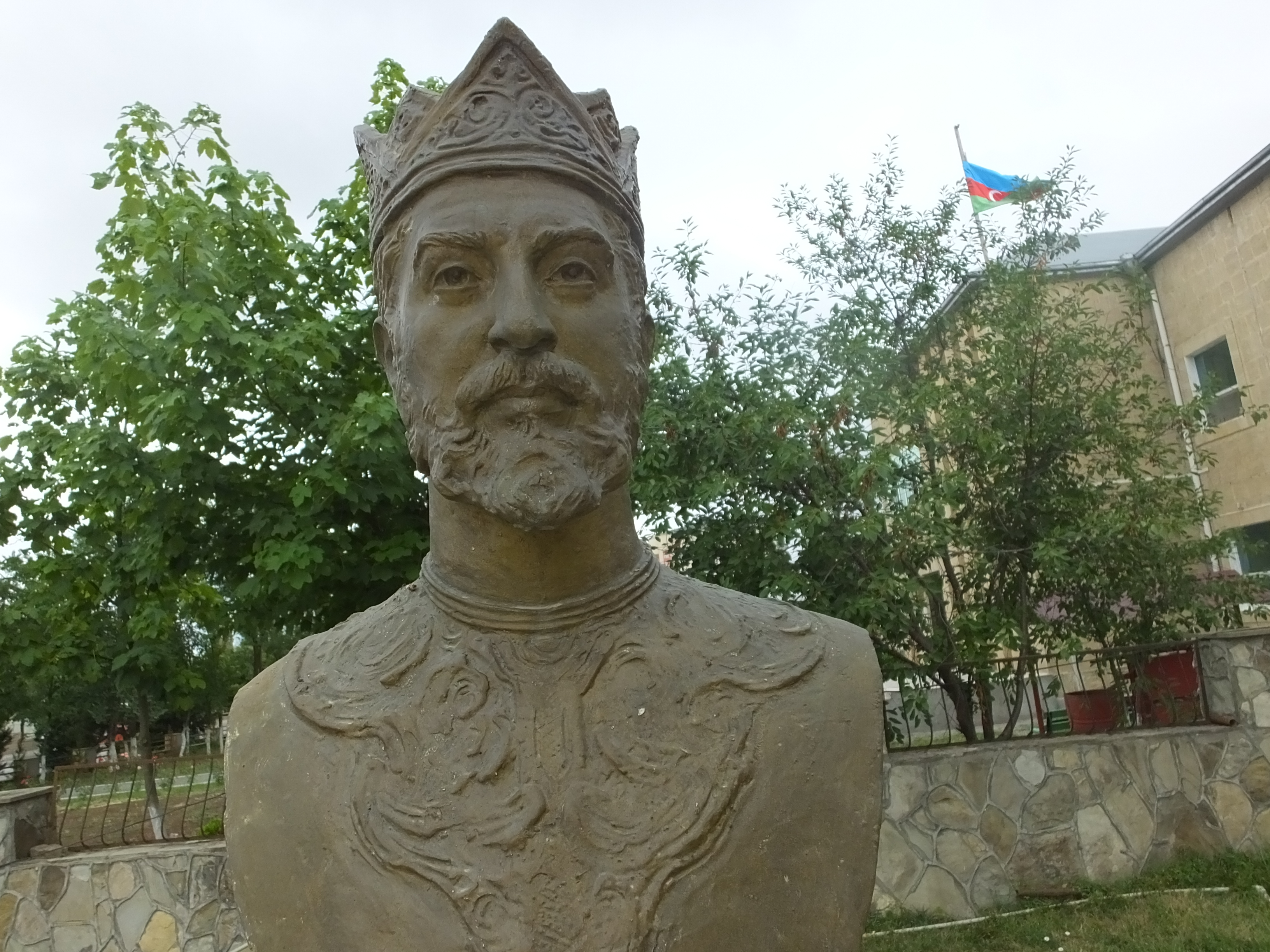
تمثال للشيرفانشاه إبراهيم الأول

تم الاستيلاء على عرش شروان شاه لاحقًا من قبل إبراهيم الأول (1382-1417)، أحد أقارب عائلة اليزيديين / الكسرين من بعيد.  كان هذا بمثابة بداية خط الدربندي. حيث خدم إبراهيم في البداية شيرفان كإمارة تابعة للأمير التركي-المغولي تيمورلنك (1370-1405)، لكنه سرعان ما استقل بعد وفاة الأخير. وقد شهدت شيرفان نقلة من السلميّة والازدهار في عهد الشيرفانشاهات الإثنان خليل الله الأول (1417-1463) وفاروخ يسار (1463-1500) وقد حكما كلاهما مدة طويلة تُقارب قرناً كاملاً، كما شهدت كل من باكو وشماخي تشييد العديد من المباني جيدة الصنع، بما في ذلك قصر الشيرفانشاه التاريخي، والذي يعد أحد مواقع التراث العالمي لليونسكو، خلال هذه الفترة أيضًا، تواصل الشيرفانشاه بقادة الطريقة الصفوية وقد قتل رجال خليل الله الأول الزعيم الصفوي الشيخ جنيد أثناء هجوم الأخير على شرفان عام 1460.  مات ابن جنيد الشيخ حيدر، بموت مماثل أيضاً في 9 يوليو 1488 حيث قُتل خلال معركة بالقرب من دربند على يد القوات المشتركة لفروخ يسار وحاكم آق كويونلو يعقوب بك (1478-1490). أصبح الابن الأكبر لحيدر، علي ميرزا زعيماً للصفويين لفترة وجيزة، لكنه سرعان ما قُتل على أيدي قوات أمير آق كويونلو رستم بيك (1492-1497)، ولكن قبل وفاته بفترة وجيزة، عين شقيقه الأصغر إسماعيل (المعروف لاحقًا باسم إسماعيل الأول) خلفًا له.
بحلول عام 1500، كان الجيش الصفوي كبيراً بما يكفي لإطلاق حملة هجومية كبيرة ضد شيرفان، حيث كان إسماعيل مصمماً على الانتقام لوفاة والده من قبل الشيرفانشاه فاروخ يسار، وبرر هذا القرار بعد أن أقنع أنصاره أن أحد الأئمة الاثني عشر قد أخبره في المنام أن ينهي مسألته مع فاروخ يسار. جمع إسماعيل قوة قوامها 7000 قزلباش وغزا شيرفان، وهزم فاروخ يسار وأسره في معركة بالقرب من كلستان في ديسمبر، تمت الاحتفالات بين الصفويين وأنصارهم باعتباره "عقابًا إلهيًا" على آل شيرفانشاه لمقتل جد إسماعيل ووالده، حيث تم قطع رأس فاروخ يسار وإحراق جسده، بينما كانت جماجم المقاتلين الشيرفانيين مكدسة على شكل أهرامات، وهي عادة مشتركة بين الأتراك والمغول. تم القبض على باكو فيما بعد ودمرها خادم بك طاليش بالكامل تقريبًا ، حيث تم حفر جثة خليل الله الأول وحرقها ونثرها علنًا.
على الرغم من وجود علاقة عدائية بين الصفويين والشروانشاه، إلا أن إسماعيل الأول سمح لهم بمواصلة حكمهم في شيرفان، وإن كان ذلك بشكل تبعي للإمبراطورية الصفوية. انتهى كل ذلك عام 1538 عندما قام الشاه الصفوي طهماسب الأول (1524–1576) بعزل شاروخ بسبب عدم ولائه المستمر أصبحت شيرفان فيما بعد مقاطعة من الدولة الصفوية، مما مثل نهاية حكم شروانشاه.  تمت محاولة إعادة السيطرة على شيرفان عدة مرات من قبل أفراد من عائلة شروانشاه، بما في ذلك برهان علي وابنه أبو بكر ميرزا، والذي استعان بالإمبراطورية العثمانية ومع ذلك لم تنجح محاولاته على المدى الطويل، تمكن العثمانيون من احتلال شيرفان لفترة وجيزة بين عامي 1578 و1607، حتى استعادها الصفويون. 

## ثقافة

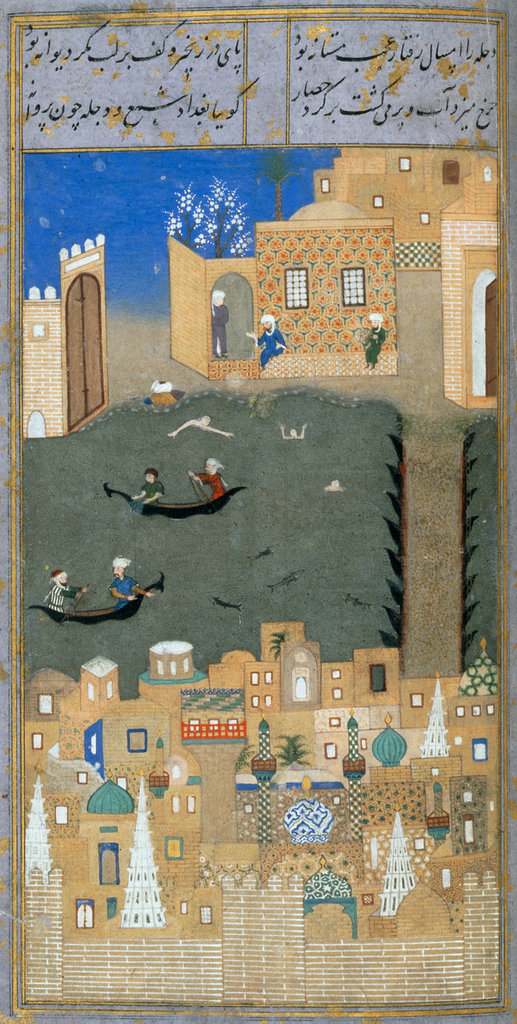
"نهر دجلة في بغداد". صورة مأخوذة من مختارات شعرية لمؤلفين مختلفين، مؤرخة في الشماخي، بتاريخ 1468

كانت شيرفان في الأصل جزءاً من ألبانيا القوقازية، والتي كانت تهيمن عليها لغوياً اللغة الفارسية الوسطى، والتي كانت بمثابة لغتها الرسمية. واحدة من اللغات التي خلفت اللغة الفارسية الوسطى هي الفارسية تاتي،  والتي كانت شائعة في مملكة شيرفانشاه.  لم يكن يتحدث بها المسلمون فحسب، بل كان يتحدث بها أيضًا المسيحيون واليهود. الإيرانيون الذين استقروا في جنوب القوقاز من مناطق جنوب بحر قزوين غالباً جاؤوا من منطقة جيلان، كما هو مبين بأسماء مثل شيرفان وليزان وبايلقان. بحلول القرن العاشر، كان الشيرفانشاه يتحدثون اللغات الإيرانية التي تطورت من اللهجات الفارسية الوسطى، مثل تاتي.  كما هو الحال مع السلالات الإقليمية الأخرى من الشداديون والرواد، بدأ بلاطهم أيضاً باستخدام الداري الفارسية.
نجت لغة تاتي من تتريك الجزء الشرقي من جنوب القوقاز والتي بدأت في القرنين الحادي عشر والرابع عشر، وظلت اللغة الأساسية لشبه جزيرة أبشيرون ومنطقة باكو حتى منتصف القرن التاسع عشر. تعرض المختارات أيضًا تأثير بهلوي، وهي لغة شمال غربي إيراني . كان عدد كبير من الشعراء المذكورين في الكتاب من خلفية طبقة عاملة، وهو أمر ينعكس أيضًا في التعبيرات العامية في شعرهم. كان هذا عكس الأماكن الأخرى في إيران، حيث كان معظم الشعراء من خلفية رفيعة المستوى.
خلال القرن الثاني عشر، عملت شيرفان كنقطة محورية للأدب الفارسي، حيث جذبت الشعراء المتميزين مثل خاقاني ونظامي كنجافي وفلكي شيرفاني وما إلى ذلك.  انتشار كتابات خاقاني ونظامي كنجافي وشعبية هو شهادة على توسع المجال الفارسي  كما أن القوقاز كان لديه اندماج نادر للثقافات العرقية، كما يتضح من والدة خاقاني كونها مسيحية نسطورية، ووالدة نظامي كنجوي كردية ، ووالدة مجير الدين بايلقاني أرمنية، مما يظهر التنوع الثقافي واللغوي للمنطقة في أعمالهم.  تبنى آل شيرفانشاه أسماء وشعارات الملوك الفارسيين قبل الإسلام.  في كتابه "ليلى والمجنون" ، امتدح نظامي كنجوي شيروان شاه أخيتان الأول بصفته "ملك إيران". 
اتبع الشروانشاهات وأجزاء من شيرفان المذهب الحنفي السنّي، لكن أشار نظامي جانجافي، بأن النبيذ كان قانونياً للشيرفانشاه.

## الجيش
المعلومات حول جيش شروان متفرقة. مثل الأرمنيين والجورجيين، استخدموا المرتزقة في الغالب، عندما حاصر الحاكم الشدادي شماخي أبو الأسوار شاوور بن فضل (1022-1067) في 1063، قُتل خمسون جنديًا من سلاح الفرسان من شيرفان. كان لدى شيرفان أيضاً جيش نظامي. من المرجح أن الغلمان (الجنود العبيد) خدموا كحارس ملكي للشيرفانشاه.

## ملحوظات
1. ↑  However, Layzan served as a district of Shirvan in the medieval Islamic period, and supposedly even before that, under the الإمبراطورية الساسانية (224–651).[2]